# 矢高鈴央
矢高 鈴央（やたか すずお）は、日本の漫画家。東京都出身。
「クエスター・オブ・コメッツ」で第49回藤子不二雄賞佳作受賞。

## 作品リスト
- ハッチャメチャ宇宙商人 カッパぎくん（別冊コロコロコミック 2002年10月号、読みきり）
- スノーマン（月刊コロコロコミック 2003年3月号、読みきり）
- 金色のガッシュベル!!（月刊コロコロコミック、原作：雷句誠、全3巻）
- F-ZERO小学校 伝説のファルコン先生（別冊コロコロコミック）
- おいでよ どうぶつの森 〜ペッパー村のナッツ!〜（月刊コロコロコミック）
- 伝説のスタフィーR（別冊コロコロコミック）
- レッツゴー 工作（コロコロイチバン!）
- 古代王者恐竜キング Dキッズ・アドベンチャー 翼竜伝説（コロコロイチバン!）